# Дюлак, Одетт
Одетт Дюлак (фр. Odette Dulac, 14 июля 1865, Эр-сюр-л'Адур — 3 ноября 1939, Барбизон) — французская актриса, певица и сказительница (diseuse) в образе Иветты Гильбер.

## Биография
Дюлак родилась в Эр-сюр-л’Адур. Она стала воинствующей феминисткой и писательницей. «La houille rouge: les enfants de la violence» (Красный уголь, 1916) повествует об ужасах изнасилованных и оплодотворённых француженок во время Первой мировой войны, в противовес антиабортной полемике торжествующего французского национализма. Она стала членом Ligue des droits de femme (Лиги прав женщин).
В начале своей публичной карьеры в качестве певицы и актрисы она появилась в лёгкой опере в Антверпене в 1895 году и вскоре стала звездой Театра Буфф-Паризьен, где она появилась в оперетте Андре Мессаже «Маленькая Мишу» (1897). В Лондоне, в театре «Эмпайр», у неё был хит «Жимолость и пчела».
Занявшись моделированием остроумных карикатур, она исполнила роль Дон Жуана с бульвара X в Салоне Юморист (фр. Salon Humouriste) в Париже в 1908 году.
Помимо La houille rouge, она опубликовала свой первый роман «Le droit de plaisir» (Право на удовольствие, 1908); феминистский эротический текст Faut-il? (Должны ли мы?, 1919), о любви к изувеченному солдату; «Les Désexués: roman de moeurs»: (роман о нравах, 1924), написанный в соавторстве с Шарлем-Этьеном, о гибели гея в Париже 1920-х годов; Tel quel (Как есть, 1926), осуждающий социальное и религиозное лицемерие и призывающий женщин высказываться за себя; и Уроки любви (1929).
Убеждённая феминистка, она активно выступала за право женщин голосовать, создание яслей и родильных домов, развитие практики ухода за детьми и гигиены.
Похоронена в Париже на кладбище Батиньоль (21 участок).